# Edward Jakubowski
Edward Jakubowski (ur. 19 kwietnia 1924 w Drzewcu, zm. 12 lipca 2018) – polski działacz kombatancki, pułkownik WP w stanie spoczynku.

## Życiorys
Pochodził z Wielkopolski. W wieku 21 lat wstąpił do wojska, z którym związał swoją karierę zawodową do 1984. Brał udział między innymi w forsowaniu Nysy Łużyckiej oraz w walkach z UPA na terenie województwa lubelskiego i rzeszowskiego w latach 1945–1946 (został ranny w trakcie walk w rejonie Lubaczowa). Od 1962 związany był z Jelenią Górą, zaś od 1975 zajmował stanowisko szefa Wojewódzkiego Inspektoratu Obrony Cywilnej w Jeleniej Górze. Piastował również mandat radnego Rady Powiatowej w Lwówku Śląskim (dwie kadencje) oraz mandat Radnego Rady Wojewódzkiej w Jeleniej Górze (dwie kadencje). Jako działacz kombatancki związany był ze Związkiem Bojowników o Wolność i Demokrację (ZBoWiD). Przez 46 lat piastował funkcję prezesa ZBoWiD w Lwówku Śląskim oraz przez 45 lat kierował ZBoWiD-em w Jeleniej Górze. Był prezesem Zarządu Wojewódzkiego ZBoWiD, zaś od 1 kwietnia 1990 prezesem Zarządu Okręgowego ZBoWiD, będąc głównym organizatorem zlotów kombatanckich i uroczystości w całym regionie. Doprowadził również do powstania Dom Kombatanta przy ul. Teatralnej w Jeleniej Górze.
W 1999 został wyróżniony przez Radę Miejską w Jeleniej Górze tytułem „Zasłużony dla miasta Jeleniej Góra”. W 2013 wraz ze swoją żoną Lillą (zm. 2014) został odznaczony Medalem za Długoletnie Pożycie Małżeńskie z okazji 60-lecia pożycia małżeńskiego. Był kawalerem Krzyża Kawalerskiego Orderu Odrodzenia Polski oraz Krzyża Komandorskiego Orderu Odrodzenia Polski.